# Conférence d'Hyderabad de 2012 sur la biodiversité
Pour les articles homonymes, voir COP 11.

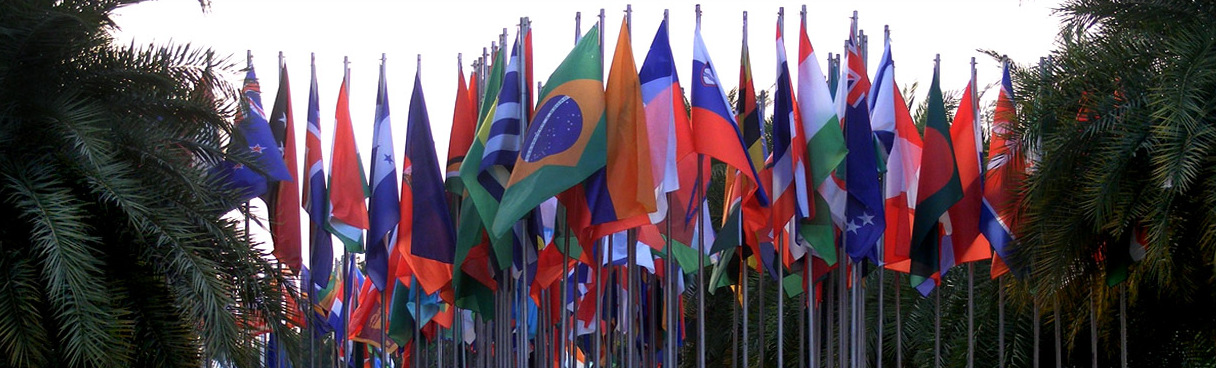
Drapeaux des pays membres de l'ONU, lors de la COP 11 (11e conférence des parties) qui s'est tenue à en Inde avec 170 pays présents et environ 15000 délégués inscrits

La Conférence d'Hyderabad des Nations unies sur la diversité biologique de 2012 a été l'une des grandes conférences internationales organisées par l'ONU depuis 1992. Cette conférence devait notamment examiner les progrès faits dans le domaine de la diversité biologique depuis la conférence précédente (Conférence de Nagoya de 2010). Les participants devaient aussi identifier d'éventuelles nouvelles priorités et négocier de nouvelles politiques relatives à une grande variété de questions concernant la biodiversité (directives, protocoles, etc.) pour un nouveau cycle pour la CDB introduit par l'adoption du Plan stratégique 2011-2020 et des objectifs d’Aichi sur la diversité biologique et par l'adoption du Protocole de Nagoya, avec l'aide du « GIEC de la biodiversité » récemment créé.
Préparée depuis octobre 2010 par l'ONU et 193 pays, elle s'est déroulée à Hyderabad (Capitale de l'état indien de l'Andhra Pradesh) du 8 au 19 octobre 2012 ; et a été l'évènement majeur de l'année 2012 en termes d'organisation internationale de la protection de la biodiversité :
C'était la onzième Conférence des Parties (COP-11) de la Convention sur la Diversité Biologique (CDB) des Nations unies (ONU) et elle a inclus :
- les débats de haut niveau (c'est-à-dire impliquant directement les représentants désignés par les États membres) ; du 17 au 19 octobre 2012 à l'HICC (Centre de Congrès International d'Hyderabad[2]) ;
- la sixième Réunion des Parties au Protocole de Carthagène : 
- ce protocole vise à prévenir les risques biotechnologiques et à faire le point sur les données disponibles de manière à éclaircir le débat sur les organismes génétiquement modifiés ; 
- cette réunion s'est tenue du 1er au 5 octobre 2012, avant la COP 11 de la CDB de manière à pouvoir lui présenter ses résultats. 
L'ordre du jour était construit sur la base de la « seconde évaluation et examen de l'efficacité » de ce protocole, avec l'objectif de renforcement les capacités du protocole, valider d'une liste d'experts en biosécurité, les questions d'évaluation des risques et de gestion des risques biotechnologiques, les questions de notification, manipulation, transport, emballage et identification de produits à risque biotechnologiques et, sur les problèmes de « disséminations transfrontalières non intentionnelles » de transgènes ou d'OGM (et mesures d'urgence à prendre) en lien avec le Protocole de Nagoya-Kuala Lumpur sur la responsabilité et la réparation[3]. Le rôle des organes subsidiaires et les considérations socio-économiques ont aussi été discutées. Divers rapports rédigés à partir des données envoyées par les États membres[4] étaient disponibles pour étayer ou réorienter les débats et propositions.

## Contexte et enjeux
La conférence s'inscrit dans le cadre de l'application de la Convention sur la diversité biologique signée à Rio de Janeiro en juin 1992 lors du troisième sommet de la terre.

### Slogan
Un slogan est associé à chaque convention de l'ONU. Celui de cette 11e COP, proposé par l'Inde est « Prakruti Rakshati Rakshita » et signifie la Nature protège si elle est protégée. Cette formule emblématique reflète, selon le ministre indien de l'environnement, le respect pour la diversité biologique, très présent dans la culture indienne. 

Logo de la 8e Conférence sur la biodiversité à Curitiba (COP-8, 2006)
Logo de la 9e Conférence sur la biodiversité à Bonn(COP-9, 2008)
Logo de la Conférence sur la biodiversité de Nagoya (COP-10, 2010).

### Contexte
Parmi les éléments contextuels ayant marqué cette réunion mondiale, sont à noter :
- l'ambition de poursuivre l'objectif de la CBD issu du sommet de la Terre de Rio (1992) :

au Sommet de la Terre 2002 (Johannesburg), les États s'étaient engagés à assurer avant 2010 une forte réduction du rythme de perte de la biodiversité aux niveaux mondial, régional et national, contribuant à l’atténuation de la pauvreté et, au profit de toutes les formes de vie sur la planète (« objectif de biodiversité de 2010 ») ; 
l'ONU soulignait la nécessité de mesures multi-niveaux et la mise en œuvre de stratégies et de plans d’action nationaux pour la préservation de la biodiversité en ajoutant la nécessité d'allocations de ressources financières et techniques supplémentaires pour les pays en développement. 
Cet objectif-2010 a été réaffirmé au sommet mondial de 2005 puis intégré en 2006 aux « Objectifs du millénaire pour le développement ». 

En 2001, l'objectif a été renforcé en Europe (décision du sommet de Göteborg (2001) et, par le Message de Malahide : stopper le déclin de la biodiversité en Europe avant 2010. L'objectif n'a pas été tenu, ni à l'échelon global, ni à l'échelon européen. 

Depuis la « date butoir » de 2010, la biodiversité continue globalement à régresser dans la plupart des pays et des régions avec des répercussions en cours ou attendues en termes d'alimentation, de santé et d'adaptation au changement climatique. 
L'ONU a donc, avec ses experts (scientifiques et représentants des États notamment), préparé de nouvelles stratégies et pistes de travail.
- La crise des subprimes (crise de 2008) est un élément contextuel important pour les questions budgétaires et elle semble avoir déjà freiné les engagements des États. Cependant, malgré cette crise, la biodiversité reste une priorité mondiale affichée des Nations unies et pour en témoigner, la «décennie 2011-2020» a été officiellement déclarée  Décade de la biodiversité par l'ONU[8].

### Enjeux majeurs
- La mise en œuvre du « Plan stratégique 2011-2020 de la biodiversité » était le premier enjeu de cette réunion. Ce plan mondial doit sauver toutes les formes de la biodiversité (animales, végétales, fongiques, microbiennes, aux échelles des gènes, des espèces et des écosystèmes, sur terre et en mer).
Il a été décidé à Nagoya en 2010 après que les États membres de l'ONU aient pris acte de l'échec des stratégies de protection de la biodiversité antérieures à 2010, et du besoin d'une stratégie radicalement plus efficace ; 
Ce nouveau Plan stratégique (2011-2020) intègre une vision « à horizon 2050 », une conférence mondiale d'étape (en 2020) et une évaluation à mi-parcours (en 2015)[7]. Il vise à « prendre des mesures efficaces et urgentes pour stopper la perte de la biodiversité, afin d'assurer que d'ici 2020 les écosystèmes soient redevenus normalement résilients et qu'ils puissent continuer à fournir des services essentiels, garantissant ainsi la diversité de la vie sur la planète, en contribuant au bien-être humain, et à éradiquer de la pauvreté »[9].
- De nouveaux modes d'évaluation (dont l'Index de biodiversité urbaine ont été validés à Nagoya et testés par le projet URBIO puis proposés à toutes les communes du monde.
- Un plan d'action conjoint pour les trois grandes Conventions de Rio a été discuté à Nagoya. Il s'agirait d'associer les efforts de mise en œuvre de la CDB, la Convention-cadre des Nations unies sur les changements climatiques (CCNUCC)[10] et la Convention des Nations unies sur la lutte contre la désertification (CLD)[11].
- des enjeux controversés ; Il s'agissait notamment de la biologie de synthèse ou l'ingénierie climatique, deux sujets que la conférence a abordé en souhaitant qu'un bilan soit fait par le comité scientifique de la Convention et que le principe de précaution soit mis en œuvre. 
Les risques posés par l'appropriation du vivant par des entités ayant des objectifs économiques et commerciaux ont été évoqués par les altermondialistes dans des manifestations parallèles, dont avec le « People's Biodiversity festival » qui promouvait l'idée que la biodiversité, y compris des espèces cultivées, devrait être considérée et gérée comme un bien commun, non appropriable par des brevets[12],[13]

## Objectifs
- Il s'agissait d'abord de décliner, dans les pays et régions, le nouveau « Plan stratégique de 10 ans », dit « Objectif d'Aichi »[14], conformément aux engagements des « Parties » en 2010 de décliner ce plan en « plan d’action nationaux pour la biodiversité » avant fin 2012[15]. Ce plan est le nouveau « cadre général sur la biodiversité non seulement pour les conventions relatives à la biodiversité, mais pour le système des Nations unies en entier », il contient 20 objectifs principaux, organisés en 5 buts stratégiques ;
- Il s'agissait aussi de faire le point sur l'application du « Protocole de Nagoya » (sur l'accès aux ressources génétiques et le partage juste et équitable des avantages découlant de leur utilisation), qui n'avait été ratifié que par deux pays en février 2012 (son entrée en vigueur ne pouvant avoir lieu que 90 jours après le dépôt du cinquantième instrument de ratification) ;
- Une des difficultés a été dans le contexte de la crise de 2008 et de ses suites, l'appropriation de la nouvelle stratégie de mobilisation de ressources qui devait substantiellement augmenter les niveaux d'aide publique au développement en soutien à la biodiversité ;

## Réunions préparatoires
- Les Mécanismes de financement (FEM)[16] : pour la COP-11, les Parties devaient définir « les objectifs et mécanismes par lesquels les ressources financières peuvent être identifiées, déversées et acheminées »[15]. Pour cela, une réunion s'est tenue au Caire (29-30 novembre 2010), intitulée Workshop on innovative financing and resources mobilization in support of biodiversity objectives[17].
- La transition avec 2011, Année internationale des forêts[18] a été préparé les 18 et 19 décembre 2010, à Kanazawa (Japon).

### Thématiques transversales
- La COP-11 a encouragé les parties à utiliser les indicateurs des 20 objectifs d'Aichi dans leurs SPANB et leurs rapports nationaux.
- Les délégués ont été invités à étudier les recommandations du GT8j-7 invitant la CP-11 à poursuivre l’élaboration d’indicateurs sur les connaissances traditionnelles et usages coutumiers durables et soutenables de la biodiversité.
- Pour la restauration des écosystèmes, avec possible création d'un groupe d'experts ad hoc pour évaluer la possibilité d'éventuels impacts négatifs induits par de possibles recours aux biotechnologies ou à d'autres technologies émergentes aux impacts encore mal connus et nécessitant de nouvelles lignes directrices.
- Un point a été fait sur les programmes thématiques et multisectoriels de la CDB, dont portant sur la biodiversité des terres arides et subhumides (qui relève également de la CLD), le climat et la forêt (cf REDD+, visant à réduire les émissions de carbone induites par le déboisement et la dégradation des forêts, avec la CCNUCC), l'agrobiodiversité (avec la FAO), les forêts (avec la FNUF), les eaux intérieures (traitées par la Convention de Ramsar), une collecte et consommation durables de viande de brousse respectant la biodiversité et les espèces protégées, dans le cadre de la Convention CITES notamment), la lutte contre les espèces exotiques envahissantes (avec notamment l'OMC), les biens culturels associés aux connaissances, innovations et pratiques des CAL (avec l'UNESCO).

Les sujets abordés devaient notamment porter, dans la suite de Nagoya 2010 et de la décennie 2011-2020, sur les enjeux suivants :
- biodiversité forestière[19], agricole, terres arides à subhumides, zones insulaires, eaux marines, estuariennes, côtières, intérieures, montagnes ;
- les stratégies mondiales pour la conservation, l'approche écosystémique (promue par l'ONU et l'OCDE), les aires protégées et les degrés de naturalité, les services écosystémiques… ;
- les liens entre biodiversité et changement climatique, dont concernant les adaptations au changement climatique ;
- la connaissance de la biodiversité, la taxonomie ;
- la coopération scientifique et technique et les mécanismes du centre d'échange ;
- les savoir, innovations et les pratiques traditionnelles ;
- la communication, l'éducation et la sensibilisation des publics ;
- l'accès aux ressources génétiques et le partage des avantages, la biodiversité et le développement, l'économie, le commerce et la biodiversité (mesures incitatives, économie verte…) ;
- l'utilisation durable et mieux partagée de la biodiversité ;
- le transfert de technologie ;
- les relations entre tourisme et biodiversité;
- l'évaluation environnementale et des impacts, l'identification, la surveillance, les indicateurs, etc. ;
- la notion de responsabilité environnementale et de réparation (mesures compensatoires) ;
- les espèces exotiques envahissantes ou invasives.

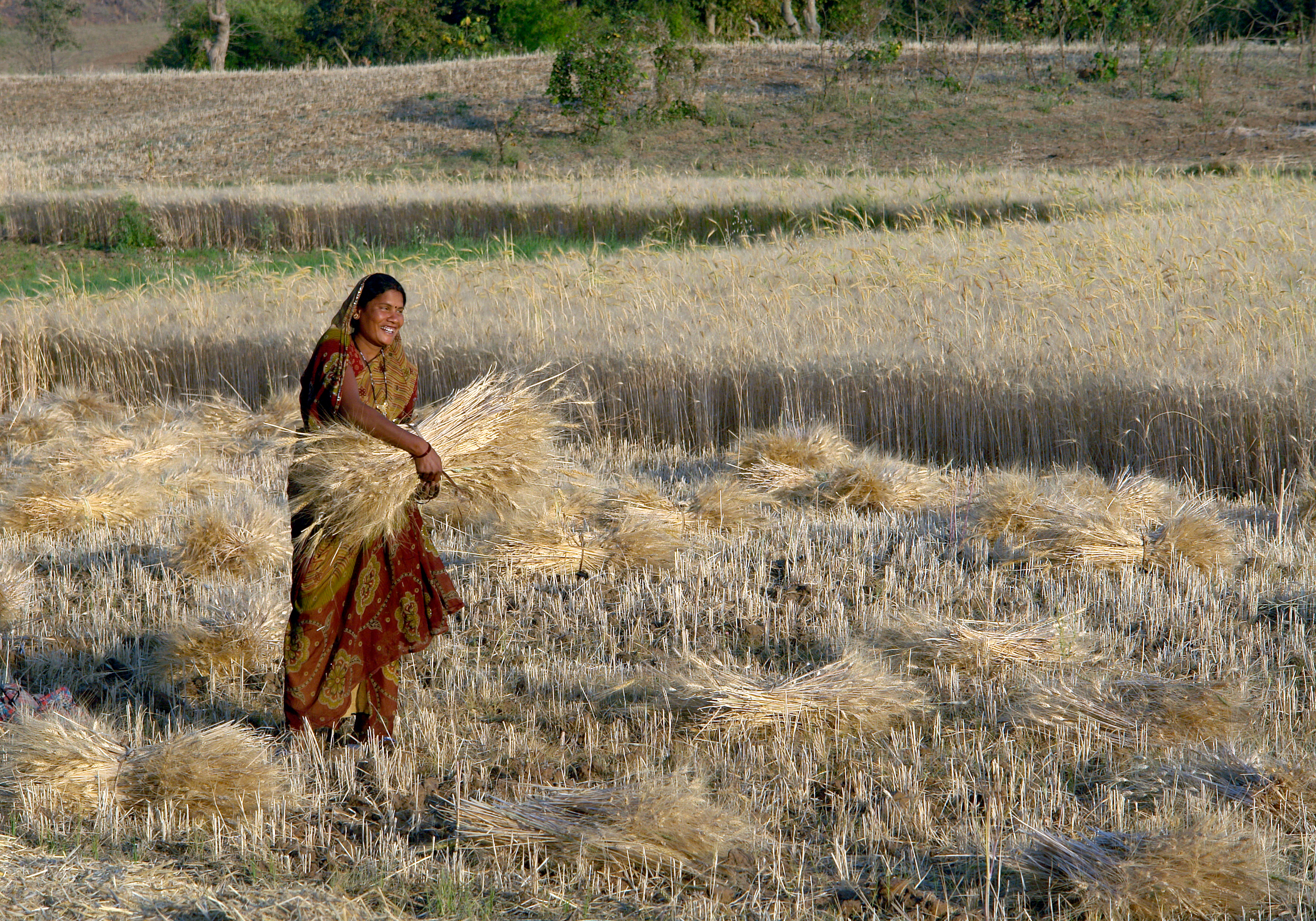
Biodiversité cultivée (ici : Moisson du blé, district de Raisen, Madhya Pradesh)
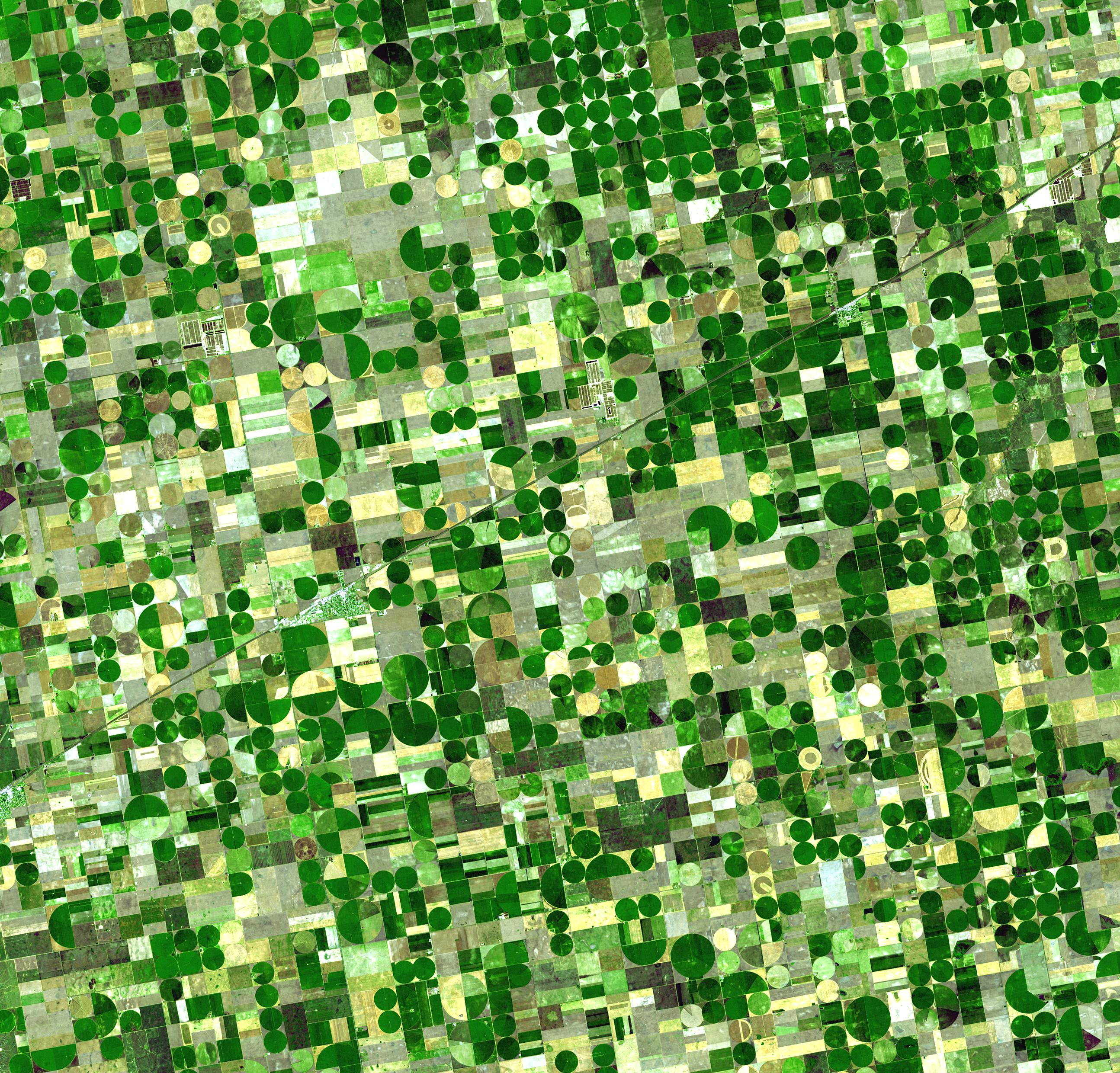
Eau et biodiversité (ici, agriculture irriguée du Kansas)
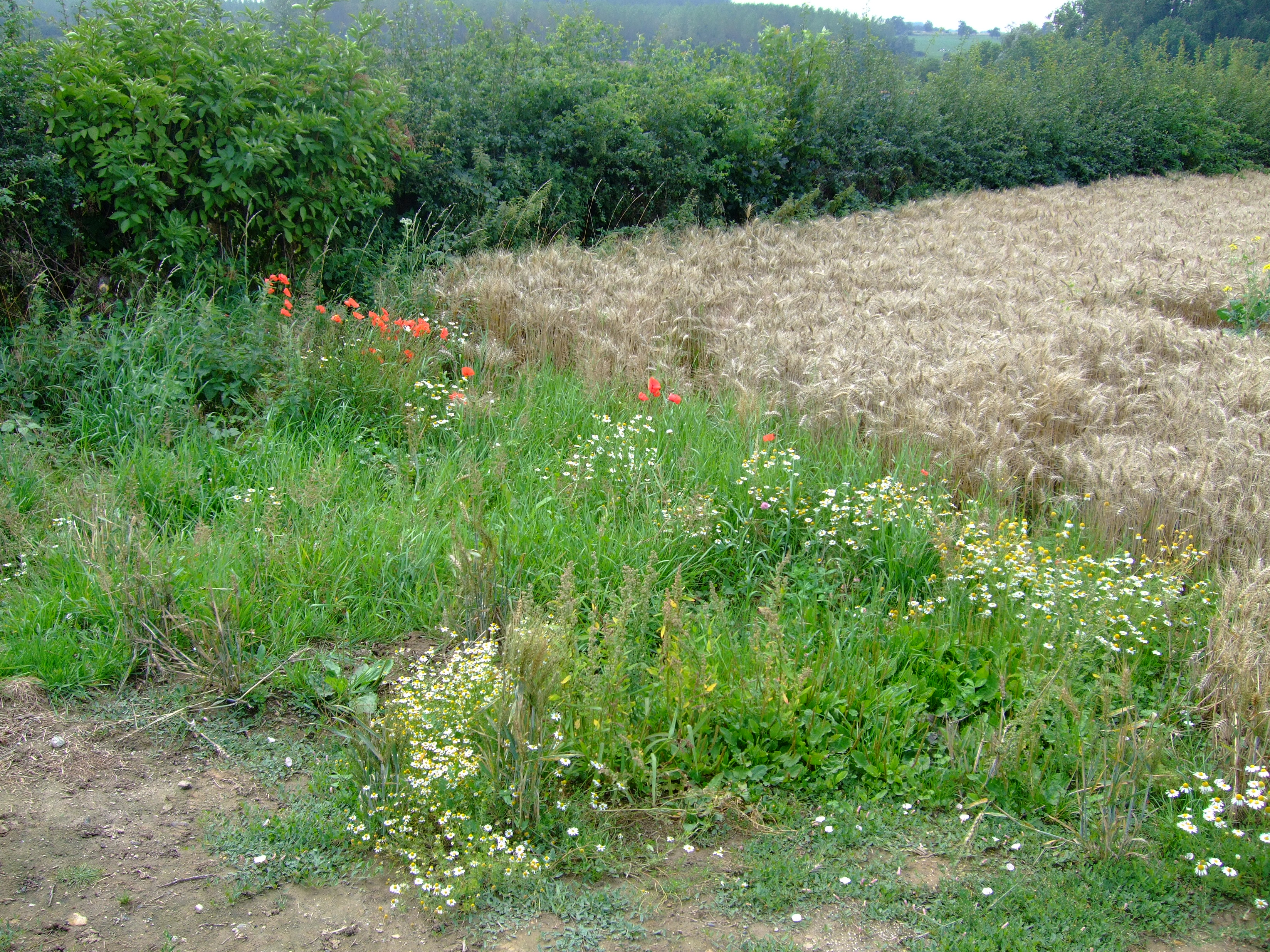
Messicoles (ici du bocage de l'Avesnois, en France)

### Autres sujets attendus
- le thème diversité biologique et eau est l'une des questions multisectorielles récurrente depuis 20 ans ; L'OSASTT-15 a encouragé la 11e COP à la traiter ;
- La biodiversité insulaire a fait l'objet d'un programme de travail qui devait être évalué à Hyderābād ;
- Les zones marines et côtières d'importance écologique et biologique  ; de nouvelles orientations étaient attendues à leur sujet dont sur leur identification, à la lumière des recommandations de l’OSASTT-16 (Montréal, avril-mai 2012) ;
- « L'obstacle taxonomique » reste un frein à l'inventaire du vivant et à la protection de la biodiversité.

### Propositions préparées par les scientifiques
L'ONU dispose de plusieurs appuis scientifiques et techniques, principalement l'UNEP, la FAO, l'IPCC et l'UICN et bientôt (opérationnel en 2013) l'IPBES (la Plate-forme intergouvernementale sur la biodiversité et les services écosystémiques créé en 2012 et qui devrait pouvoir jouer un rôle de plateforme intergouvernementale scientifique et politique équivalente à celle du GIEC mais concernant la biodiversité et les services écosystémiques).
Le secrétariat de la CDB dispose quant à lui de son propre organe subsidiaire scientifique, consacré à la biodiversité (ce groupe OSASTT ou SBSTTA pour les anglophones). Il est composé de groupes de travail produisant des avis scientifiques, techniques et technologiques pour éclairer les décideurs sur les sujets traités par la convention et son plan stratégique.
Chaque cycle de réunion de ce groupe, préparatoire à une conférence mondiale porte un numéro (l'OSASTT-15 et l'OSASTT-16  ont préparé la 10e et 11e COP).
- L'OSASTT-15 (15e réunion de l'OSASTT) s'est tenu du 7 au 11 novembre 2011 à Montréal (Canada). 
Elle a produit huit recommandations portant sur les indicateurs de biodiversité, les voies et moyens pour soutenir la restauration des écosystèmes, le projet de renforcement des capacités stratégiques pour l'Initiative taxonomique mondiale, les espèces exotiques envahissantes, la biodiversité des écosystèmes des eaux intérieures, l'utilisation durable de la biodiversité, la biodiversité de l'Arctique, et les voies et moyens d'améliorer l'efficacité de l'Organe subsidiaire chargé de fournir des avis scientifiques, techniques et technologiques[21].
- L'OSASTT-16 (16e réunion de l'OSASTT) s'est tenue du 30 avril au 5 mai 2012 à Montréal, au siège de l'Organisation de l'aviation civile internationale (OACI). 
Les sujets à l'ordre du jour de cette réunion étaient[22] :
  - comment améliorer l'efficacité de l'OSASTT ? Quelle collaboration avec l'IPBES ? (au service du « Plan stratégique 2011-2020 » pour la biodiversité);
  - mise à jour du document Perspectives mondiales de la biodiversité 3[23] (quatrième édition en cours de rédaction) ;
  - diversité biologique insulaire ;
  - diversité biologique marine et côtière (Zones marines d'importance écologique et biologique, établies sur la base de sept critères scientifiques adoptés dans la 9e COP de la CDB à Bonn en 2008[24],[25] ; Lutte contre les effets néfastes des activités anthropiques sur cette diversité biologique, Cf. blanchiment des coraux, acidification des océans surpêche, pollution sonore sous-marine ; Planification de l'espace marin, aires marines protégées et lignes directrices facultatives pour mieux intégrer la biodiversité dans l'évaluation environnementale des zones marines et côtières.
  - biodiversité et changements climatiques : 
Conseils concernant REDD+ et la diversité biologique et les indicateurs et mécanismes possibles de surveillance et d'évaluation des répercussions de REDD+ sur la biodiversité 
« Intégration des considérations relatives à la diversité biologique dans les activités liées aux changements climatiques, y compris l'atténuation des lacunes en matière d'information et de connaissances; »
Géo-ingénierie : quelles répercussions sur la diversité biologique ? lacunes dans les mécanismes de régulation.
  - « Stratégie mondiale pour la conservation des plantes » (SMCP), approuvée par la décision VI/9 de la COP de la Convention sur la biodiversité du 19 avril 2002 à La Haye). Un point a été fait sur les progrès dans l'application de la « décision X/17 »[26]) ;
  - initiative taxonomique mondiale[27] (révision du projet de « stratégie de renforcement des capacités ») ;
  - questions nouvelles et émergentes ;
  - agrocarburants et diversité biologique : les progrès réalisés dans l'application de la décision X/37, en reconnaissant « les préoccupations selon lesquelles le déploiement de technologies à biocarburants peut se solder par une augmentation de la demande de biomasse et exacerber les agents moteurs de l’appauvrissement de la diversité biologique comme les changements d’affectation des terres, l’introduction d’espèces exotiques envahissantes, compte tenu du paragraphe 6 de la décision X/38 de la Conférence des Parties, et la consommation excessive de ressources », tout en considérant de possibles contributions positives des biocarburants « à l’atténuation des changements climatiques, un autre des principaux agents moteurs de l’appauvrissement de la diversité biologique, et à la création de revenus additionnels, en particulier dans les zones rurales »[28] ;
  - mesures d'incitations : les progrès dans la mise en œuvre de la décision X/44, à la suite des engagements de 2010[29] ;
  - rapport sur le travail fait dans les domaines agricoles, forestiers et sanitaires.

### Propositions, actions et événements préparatoires de la société civile
Sans pouvoir être exhaustif, dans des registres différents :
- « World Wide Views on Biodiversity »[30] (WWVB)[31] : cette consultation de 4000 simples citoyens (de 16 ans et plus) à l’échelle planétaire est l'un des projets officiel de la décennie de la biodiversité des Nations unies. Elle est organisée sous l'égide du Secrétariat de la Convention sur la biodiversité des Nations unies. Ces citoyens répondent à un sondage mondial organisé simultanément dans plus de 40 pays (Congo, Cameroun, Maldives, Bolivie, Brésil, Costa Rica, Canada, États-Unis, France, Danemark, Allemagne, Chine, Japon…) le 15 septembre 2012. 
La synthèse des réponses valait avis et propositions sur de grandes questions et enjeux de biodiversité. Le coordinateur est le Danish Board of Technology de Copenhague. En France, des citoyens volontaires se sont mobilisés à La Réunion, avec l'aide du Conseil régional de La Réunion[32],[33] et à Lille dans les locaux du Conseil régional Nord-Pas-de-Calais ; en partenariat avec la Fondation Hulot pour la Nature et l'Homme et Terra Eco. Le panel de citoyens est tiré au sort dans un groupe répondant à certains critères (être des citoyens ordinaires, ni élus, ni spécialistes de ces questions) choisis à partir d'un formulaire d'inscription[34]. Ces citoyens après avoir visionné des films portant sur une série de sujets relatifs aux questions de biodiversité, témoignent et débattent pour se forger une opinion plus éclairée puis formulent des recommandations sur les enjeux majeurs de la biodiversité. 
Le protocole de travail est commun aux 40 pays, afin de produire des résultats comparables, publiés le 17 septembre 2012. En France, le cabinet "Missions publiques" en a fait une synthèse transmise aux décideurs de la COP d'Hydérabad. Les organisateurs de France communiqueront ces résultats au Président de la République, au Premier ministre et à la Ministre de l'écologie, mais aussi les négociateurs français et européens de la conférence d'Hyderābād. Ces mêmes résultats seront ensuite présentés aux délégations présentes lors de la Conférence, de manière à encourager un « mode de gouvernance intégrant davantage la parole citoyenne » et la prise en compte des « priorités des citoyens « ordinaires » concernant la problématique de la biodiversité », deux moyens de répondre à l'« enjeu A »[35] des objectifs d'Aichi.
- Un réseau informel dit « CBD Alliance »[36], créé en 2002 lors de la 6e COP à La Haye (Pays-Bas) pour réunir des militants et représentants d'organisations non gouvernementales (ONG), d'organisations à base communautaire (OBC), de mouvements sociaux et d'organisations de peuples autochtones (OPA) plaidant conjointement pour une participation meilleure et éclairé dans les processus de la CDB. 
L'Alliance n'agit ni ne parle en tant que représentant des organisations de la société civile (OSC) autour de la CDB, mais vise à faciliter l'expression la plus diversifiée, mais coordonnée et efficace de la société civile dans les processus et l'élaboration des politiques de la CDB. Les membres de l'Alliance doivent être régis par un conseil représentatif, démocratiquement choisis par la communauté. L'Alliance s'est donné pour mission et mandat permanent d'assurer la diversité de la participation effective de la société civile dans les processus de la CDB - qui sans cela restent du ressort des élites mondiales, qui selon l'alliance sont de plus en plus, sous l'influence de secteurs privés et financiers. Les fonds de cette organisation sont gérés par l'ONG indienne Kalpavriksh basée à Pune (Inde).
- Le 22 mai 2012 était « journée internationale de la biodiversité marine »[37] et l'occasion de contribuer à la vague verte (Green wave ; opération visant à planter un milliard d'arbres, conformément à l'esprit de la biologiste kényane Wangari Muta Maathai)[38] ;
- du 7 au 9 septembre 2012, une opération Wolf Mountain Run est une course de trois jours (300 participants courant seuls ou en équipe dans le parc national de Majella (Abruzzes, Italie), région considérée comme l'une des plus belles d'Europe, où vivent encore des populations sauvages de loups et d'ours[39],[40]. D'autres opérations, intitulées "courir pour la biodiversité" auront lieu à Toronto et Victoria (Canada)[41].
- du 8 au 10 septembre 2012, à Kumba (Cameroun) se tient la première conférence « First Conference on the Law of Expopriation in the Wake of Biofuel Search in Cameroon » ; sur le thème des forêts du Cameroun qui comptaient parmi les dernières grandes forêts tropicales du bassin du Congo, mais qui sont en voie rapide de disparition à cause des besoins de production de biocarburants par les pays industrialisés, qui causent une conversion de ces forêts sauvages en immenses plantations agro-industrielles de palmiers à huile. Cette conférence réunit des intervenants impliqués dans les décisions nationales et internationales. Ils doivent discuter des solutions possibles et les superviser pour relever le défi d'une adaptation au changement climatique et d'une économie verte qui ne passe pas par la destruction des forêts tropicales, et qui prennent en compte les besoins et l'avenir des communautés locales[42].
- du 5 juin au 22 décembre 2012, un train spécial (Opération « Science Express, Biodiversity Special! ») a prolongé son tour de l'Inde avec des arrêts dans 57 grandes villes indiennes, en transportant une exposition itinérante sur la biodiversité, le changement climatique, les économies d'énergie, l'eau, l'environnement et la science. Ce train-exposition a déjà reçu plusieurs millions de visiteurs[43];
- du 15 au 17 septembre 2012, à Hyderabad même s'est déroulée la Première convention étudiante nationale sur la biodiversité et l'environnement[44]
- deux jours (26-28 septembre 2012) seront dédiés en Europe à la naturalité et au concept de Wilderness, Europe’s Wilderness Days ; opération accueillie par l'« Archipelago National Park » à Nauvo (Finlande) et coordonnée par la fondation la « PAN Parks Foundation » qui rassemble diverses entités se consacrant à la protection de la nature en Europe[45]. À l'occasion de la conférence annuelle de la « PAN Parks Foundation », de nombreux experts traiteront des moyens de mieux protéger, sur de plus larges territoires la nature sauvage et la naturalité. Ils traiteront notamment du rôle des aires protégées, des ONG et aussi du secteur du tourisme pour mobiliser le public pour ce faire[45].
- Une Foire CESP  (Communication, éducation et sensibilisation du public) ou CEPA pour les anglophones[46], déclinant le programme de travail sur la communication, l’éducation et la sensibilisation du public (article 13 de la convention). 
Les thèmes retenus par l'ONU pour cette 4e session sont le « plan stratégique de la CDB », le rôle de la participation citoyenne (travail collaboratif, sciences participatives) en matière de surveillance de la biodiversité, les relations médias - biodiversité ; le renforcement des capacités de CESP aux niveaux nationaux et régionaux, l'Intégration de la biodiversité dans l'éducation au développement durable, le rôle des muséums d'histoire naturelle, des zoos, des jardins botaniques ; le rôle des TIC, dont réseaux sociaux, le rôle des communautés autochtones et locales (CAL) et de la transmission des savoirs traditionnels, la communication sur la valeur économique de la biodiversité. Un guide (en ligne[47]) a été rédigé pour encadrer cette activité.
- Le Secrétariat de la Convention a organisé ou coorganisé plusieurs évènements en conjonction avec la réunion, dont un forum d'affaires devant permettre des réunions de haut niveau entre les dirigeants d'entreprises et des représentants officiels des gouvernements, et entre les villes d'Hyderabad et ce Sommet sur la biodiversité qui a reçu des gouverneurs et maires venus du monde entier pour se rencontrer les 16 et 17 octobre 2012.
- De nombreux autres projets (side-events) coorganisés par l'ONU[48] ou dits « issus de l'initiative mondiale » ont été référencés par l'ONU[49].

### Position de l'Europe
En juin 2012, le Conseil de l'Europe a officiellement précisé sa position pour la conférence d’Hyderabad, à la suite d'une réunion préparatoire à la COP 11. 

Dans un document de sept pages, le conseil de l'Europe se dit conscient « de la nécessité de combattre et de réduire l'empreinte écologique globale de l'UE (...) en prenant en considération la biodiversité dans la production et dans les modes de consommation (...) » et confirme que « l'UE et ses États membres se sont engagés à mettre concrètement en place des mesures réalisables et rentables en vue de la réalisation des trois objectifs de la Convention sur la diversité biologique (CDB), au sein de l'UE et au niveau mondial, en particulier par l'engagement des acteurs et secteurs concernés dans la mise en œuvre des dispositions de la CDB et des décisions adoptées par la Conférence des Parties (COP) ». 
Le Conseil de l'Europe rappelle sa décision du 19 décembre 2011 qui invitait la Commission européenne à élaborer un cadre commun de mise en œuvre pour soutenir l'efficacité de la Stratégie sur la biodiversité de l'UE à l'horizon 2020, est un instrument clé pour permettre à l'UE d'atteindre son objectif global en 2020 et contribuer de manière significative aux 20 Objectifs d'Aichi. Le Conseil insiste aussi sur l'importance de la valeur intrinsièque de la biodiversité, sur sa valeur utilitaire, sur « l'importance des aires protégées et des réseaux écologiques et, partant, la nécessité de mettre un accent renouvelé sur l'Initiative LifeWeb visant à combiner les engagements volontaires par les Parties pour la désignation et la gestion des aires protégées avec des engagements volontaire des bailleurs de fonds pour des (co-)financements dédié » ; L'UE se félicite de la création du Groupe de haut-niveau sur l'évaluation mondiale des ressources pour la mise en œuvre du Plan stratégique (High-Level Panel on global assessment of resources for implementing the Strategic Plan), rappelle qu'elle s'est « engagée à ratifier et mettre en œuvre le Protocole de Nagoya le plus tôt possible temps avant la CdP 12 » ; et insiste aussi sur l'importance de la préservation de la biodiversité marine « en particulier dans les zones situées au-delà de la juridiction nationale » (ABNJ) ce qui nécessite une Convention des Nations unies sur le droit de la mer (UNCLOS) que l'UE appelle de ses vœux. L'UE appelle en outre à « gérer tous les stocks halieutiques de manière durable, conformément au principe de précaution et avec une approche écosystémique, pour prévenir, contrecarrer et éliminer les activités de pêche illégales, non réglementées et non déclarées, pour éviter la surpêche et pratiques de pêche destructrices, garantir que les pêcheries n'ont pas d'impacts négatifs importants sur les espèces menacées et les écosystèmes vulnérables » ; L'UE « s'engage à la mise en œuvre effective et intégrale des engagements existants, en particulier le Programme de travail de la CDB sur la biodiversité marine et côtière et d'autres processus en cours » ; L'UE « se félicite de la création de l'IPBES »;

### Propositions de la francophonie
Pour le compte de la « francophonie », l' Institut de 'énergie et de l'environnement de la Francophonie (IEPF) avait avant la conférence proposé un programme d'activités pour la francophonie lors de la Conférence [Programme des activités de la Francophonie à la CdP11-biodiversité (pdf, 77 ko)]. Il avait aussi publié un « Guide des négociations » destiné aux ministres, délégués et experts, et d'un « résumé pour les décideurs », préparés par Yan Turgeon et Lila Gagnon Brambilla, sous l'égide du professeur Philippe Le Prestre pour les aspects scientifiques. 
Était également prévue la présentation de l' Atlas sur l'Empreinte Écologique des pays francophones : Tendances en matière d'utilisation des ressources et leurs implications'' en français et en anglais, un « Atelier préparatoire francophone » (6 octobre 2012) et une Concertation ministérielle francophone sur les enjeux et défis de la CdP-11 (18 octobre, de 12h30 à 15h).
Le discours de Delphine Batho au "Segment de haut niveau" de la 11e Conférence des Parties à la Convention
sur la diversité biologique (COP11)  a montré le soutien de la France aux objectifs de la convention et de la décennie mondiale de la biodiversité (2011-2020), rappelant sa stratégie pour la biodiversité, la Conférence environnementale de septembre 2012 et le projet de loi-cadre sur la biodiversité, en insistant sur la  biodiversité marine et côtière et le besoin d'un statut et d'un droit international pour la biodiversité de haute-mer. La ministre a invité la COP au Congrès mondial des aires marines protégées (prévu à Marseille et en Corse en 2013).

## Organisation

### «Soutenabilité» de la réunion et «compensations»
Les transports mobilisés pour la conférence seront source d'importantes émissions de gaz à effet de serre, aussi basses que possible pour les transports locaux, et compensées pour les émissions non évitables, comme celles des vols de longue durée, via une contribution à divers projets de protection du climat ailleurs, conformes aux plus hauts standards écologiques et sociaux selon le secrétariat de la CDB.

## Résultats
C’est la plus grande conférence jamais organisée en Inde, avec 170 pays présents et environ 15000 délégués inscrits (dont près de 80 ministres ou vice-ministres participants aux travaux). Plus de 400 manifestations parallèles ont accompagné la conférence (organisée par la Banque mondiale, le PNUD, le FEM, les pays et de nombreuses ONG internationales et nationales).
Les négociateurs indiens ont proposé une solution à deux volets prévoyant un objectif préliminaire et une feuille de route qui a permis d’éviter une situation de blocage. L'un des résultats les plus importants a été – dans un contexte de crise économique - l'engagement des Parties à doubler les flux financiers internationaux en matière de diversité biologique d'ici 2015, ce qui devrait permettre de mieux protéger la biodiversité des pays en développement.

### Suites pour l'Inde
L'Inde a ratifié Protocole de Nagoya et propose d'accueillir le Comité inter-gouvernementale du Protocole de Nagoya, d’organiser des ateliers de renforcement des capacités des pays en développement pour les aider à prendre des mesures législatives / administratives, et de financer une partie de la réunion du Groupe de travail sur l'art. 8j sur les connaissances traditionnelles.
L'Inde veut aider les pays en développement à préparer leurs projets éligibles au financement supplémentaire, et souhaite œuvrer, en étroite collaboration avec tous les pays membres, au succès de la Feuille de route d’Hyderabad. Elle a annoncé avoir déjà réservé un budget pour la coopération Sud-Sud et a lancé l'initiative d'engagement d’Hyderabad, accessible sur le site Internet de la CDB où chaque pays est prié d’afficher ses  promesses de dons en faveur de la diversité biologique.  
Après le succès du train spécial « Science Express » de la biodiversité qui a sillonné le pays, le gouvernement s’est engagé à le faire circuler dans les zones encore plus reculés du pays pour accroître la sensibilisation à la biodiversité.
À Hyderabad, un monument commémoratif et un jardin sur la biodiversité ont été mis en place à la suite de la COP et un Musée de la biodiversité est prévu. L'Inde prévoit aussi d’encourager la mise en place de registres de la biodiversité à l’échelle des villages.
Des prix ont été distribués avec le PNUD lors de la CdP 11pour soutenir la gouvernance de la biodiversité, mais l’Inde envisage de créer un prix « Rajiv Gandhi »  (« «Rajiv Gandhi International Award for Harnessing Biodiversity for Livelihood» ).

## De nouvelles approches?
Il semble y avoir un consensus sur l'importance de mieux lier l'agenda de la biodiversité avec celui des changements climatiques et de la désertification/dégradation des terres. Le thème des interrelations entre ces trois thèmes avait été traité à Nagoya en 2010 et l'ont été à nouveau à Hyderabad, en particulier au travers des expositions et des conférences du Pavillon des écosystèmes (), où à Nagoya les responsables d'agences de l'environnement et/ou de l'énergie et de divers ONGEs et ONG ont discuté des façons dont les trois agendas peuvent être mis en œuvre conjointement pour un développement plus "soutenable".
Un travail important d'harmonisation, de vérification, de publication et d'interopérabilité des données sur la biodiversité reste à poursuivre et accélérer, autour du GBIF (Global Biodiversity Information Facilit) notamment, qui est le portail mondial de la donnée naturaliste.

### Textes et cadres juridiques en lien directs avec la conférence d'Hyderābād
- Conférence des Nations unies sur l'environnement et le développement
- Convention des Nations unies sur la biodiversité
- Convention des Nations unies sur la lutte contre la désertification
- Convention-cadre des Nations unies sur les changements climatiques
- Conférence mondiale sur la biodiversité de Nagoya (2010)
- Intergovernmental Science-Policy Platform on Biodiversity and Ecosystem Services (IPBES)
- Protocole de Cartagena
- Protocole de Nagoya

#### Listes de liens complémentaires
- (fr) Nagoya, mode d'emploi ; Page officielle de la France consacrée à la conférence.
- (fr) Sélection de sites web sur l’écologie, la biodiversité et l’environnement dans le répertoire encyclopédique : Les Signets de la Bibliothèque nationale de France
- (fr) sélection de liens sur la disparition des espèces : portail des informations publiques environnementales en France
- (fr) Références documentaires francophones sur la Biodiversité sur Agora 21
- (fr) Pour l'Année internationale de la Biodiversité le Muséum national d'Histoire naturelle propose un contenu riche et des manifestations tout au long de l'année 2010.

### Documents préparés par ou pour la conférence CDB
- Projet de programme de travail de la COP 11
- Guide : Communication, éducation et sensibilisation du public (CESP) Guide pratique destiné aux points focaux et aux coordonnateurs des stratégies et plans d'action nationaux pour la diversité biologique (SPANB), PDF, 314 pp)
- Nombreux documents publiés pour la COP 10, dont certains sous Licence Creative Commons (en citant comme source « Secrétariat de la Convention sur la diversité biologique »), et en plusieurs langues dont le français)
- Perspectives mondiales de la diversité biologique 3 Résumé analytique, PDF, 16 pages
- / Ordre du jour provisoire de la Conférence de Nagoya (18–29 octobre 2010)
- Organisation des travaux (Ordre du jour provisoire, annoté) de la Conférence de Nagoya (18–29 octobre 2010)
- Projets de décisions pour la 10e réunion de la conférence des parties a la convention sur la diversité biologique (Note du Secrétaire exécutif de la convention)
- Rapport de la 6e réunion du groupe de travail spécial intersessions à composition non limitée sur l’article 8 j) et les dispositions connexes de la convention sur la diversité biologique, Fichier Word, 42 pages
- Rapport de la 14e réunion de l’organe subsidiaire chargé de fournir des avis scientifiques, techniques et technologiques, Fichier Word, 132 pages

### Vidéographie
- Enregistrements vidéo des procédures de la dixième réunion de la Conférence des Parties, Nagoya 2010